# 圖瓦盧簽證政策
访问图瓦卢需要获得一个签证，图瓦卢对部分国家和地区实施免签证政策，其余国家和地区可以获得有效期一个月的落地签证。

## 签证政策地图

图瓦卢
免签证
免费落地签证
落地签证

## 免签证
所有 欧洲联盟申根区国家公民可以免签证访问图瓦卢，申根区公民每180天内最长可停留90天，台湾公民可以入境90天。
2022年3月，图瓦卢与 圣基茨和尼维斯签订了互免签证协议，但尚未生效。

## 免费签证
以下国家和地区的公民可以在到达图瓦卢时获得落地签证，并且免除签证费（100澳元）。
| - 美属萨摩亚 - 安地卡及巴布達 - 巴哈马 - 开曼群岛 - 庫克群島 - 斐济 - 直布罗陀 - 格瑞那達 - 香港 - 牙买加 - 基里巴斯 - 賴索托 - 马拉维 - 马来西亚 | - 馬爾地夫 - 模里西斯 - 瑙鲁 - 纽埃 - 萨摩亚 - 圣基茨和尼维斯 - 圣卢西亚 - 坦桑尼亚 - 千里達及托巴哥 - 乌干达 - 英国 - 尚比亞 |  |

## 签证种类

### 社交访客通行证(SP)

图瓦卢社交访客通行证(SP)

该签证许可其进入图瓦卢逗留不超过180日，不允许在图瓦卢学习以及工作。

### 临时居民签证(RV)
该签证许可其进入图瓦卢逗留不超过一年，允许在图瓦卢学习以及工作。

### 口岸签证(VOA)
该签证许可其在持有离开图瓦卢的机票或船票的条件下逗留不超过30日，不允许在图瓦卢学习以及工作。